# Eulalia thileniusi
Eulalia thileniusi är en ringmaskart som beskrevs av Augener 1927. Eulalia thileniusi ingår i släktet Eulalia och familjen Phyllodocidae. Inga underarter finns listade i Catalogue of Life.